# Charli Baltimore
Tiffany Lane (Filadélfia, 16 de agosto de 1974), mais conhecida como Charli Baltimore, é uma rapper, compositora, modelo e atriz estadunidense. Seu nome artístico é tirado do personagem de Geena Davis no filme The Long Kiss Goodnight.

## Carreira Musical
Baltimore conheceu The Notorious B.I.G. no verão de 1995, e eles se envolveram em um relacionamento romântico. Biggie a introduziu no mercado, e logo depois, Charli assinou como o selo "Untertainment" do rapper Cam'ron. Charli fez sua primeira aparição na indústria em 1995 no videoclipe "Get Money" do grupo Junior M.A.F.I.A.. Seu álbum de estréia "Cold As Ice" começou a ser produzido em 1998, no mesmo ano, foi lançado seu primeiro single "Money" que foi introduzido na trilha sonora do filme "Woo". Depois de ter sido adiado várias vezes, em 1999, "Cold As Ice" finalmente foi lançado como um álbum promocional (não foi realmente disponibilizado ao público em geral até 2009, para download digital), contando com várias parcerias, o álbum obteve os singles "Money", "Pimp Da 1 U Love", "N.B.C." e "Stand Up".
No mesmo ano, ela foi assinada com a Murder Inc Records pelo produtor Irv Gotti. Baltimore fez aparições em músicas como "Down 4 U", "We Still Don't Give A F**k" e "No One Does It Better" de Irv Gotti, nas faixas de Ja Rule em "Down Ass Bitch" e "The Last Temptation", nas faixa de Christina Milian em "Spending Time" e no remix de "Rain on Me" de Ashanti. Em 2003, Charli ganhou uma indicação na premiação Grammy Awards na categoria Best Female Rap Solo Performance, com o single "Diary" que estaria presente em seu segundo álbum "The Diary (You Think You Know)", porém, o álbum foi cancelado por motivos desconhecidos. Charli deixou o a gravadora alguns anos depois.
Em 2006, ela se tornou afiliada do rapper The Game e sua gravadora The Black Wall Street Records. Ela nunca foi assinada com a rotulo, mas apareceu em mixtapes com os artistas da gravadora dissing 50 Cent e seu grupo G-Unit.
Em 2008, Baltimore re-assinou com a Murder Inc Records, a rapper confirmou o ato em uma entrevista com Wendy Williams, e começou a trabalhar em um álbum chamado "True Lies" (anteriormente "Controlling Charli"), que ainda permanece inativo. No iTunes, Charli chegou a lançar alguns singles soltos como "Come Test Us" (com Lil Wayne), "Lose It", "PS" e "Tattoo".
Em 2011, ela apareceu no vídeo de música "If I Die Tonight" com Lue Diamonds e Trey Songz e também uniu-se com Sally Anthony para lançar "Machine Gun (Remix)", que está disponível no iTunes. Em 2012 ela lançou uma mixtape em colaboração com Dutchie Man chamado "Mickey and Mallory Knox: Natural Born Khronicles" que estreou em 22 de março. Ela também estava preparada para lançar sua própria mixtape antes da colaboração ser lançada, a mixtape foi intitulada "#DirtyAssChuck", que foi adiada para 2013 e o titulo foi remodulado para "Hard 2 Kill". Seu Web site ofereceu cópias autografadas de seu novo álbum "True Lies", que foi ajustado para ser liberado o 25 de setembro de 2012. Seu novo single, "All Lies" com o rapper Maino e foi lançado no iTunes em 08 de maio de 2012.
A partir de janeiro de 2013, "True Lies" ainda permaneceu inédito. Todas as referências ao álbum foram removidas do Twitter pessoal de Baltimore, e ela não fez mais nenhuma aparição de rádio sobre o lançamento desde o verão de 2013. No mesmo ano, Charli se juntou a gravadora "B.M.B Entertainment" para lançar sua mixtape "Hard 2 Kill", e em 26 de Maio de 2015 foi divulgada o videoclipe da faixa "Bed Full of Money", a gravadora organizou um evento para a estréia do clipe, em intenção de divulgar Charli e a rapper Kash Doll, onde Charli também fez aparição no videoclipe "Accurate" de Kash.

## Discografia

### Álbuns
- 1999: Cold As Ice
- 2003: The Diary (You Think You Know)

### Mixtapes
- 2012: Natural Born Khronicles
- 2013: Hard 2 Kill[4]

## Ligações Externas
- Charli Baltimore no Instagram
- Charli Baltimore no Facebook
- Charli Baltimore. no IMDb.